# Abrochia pseudopolybia
Abrochia pseudopolybia là một loài bướm đêm thuộc phân họ Arctiinae, họ Erebidae.